# Turner & Townsend
Turner & Townsend ist ein internationales Dienstleistungsunternehmen mit Sitz in Leeds, Vereinigtes Königreich, das sich auf Programmmanagement, Projektmanagement, Kostenmanagement und Beratung in den Bereichen Immobilien, Infrastruktur und natürliche Ressourcen spezialisiert hat.
Turner & Townsend beschäftigt etwa 4.700 Menschen an etwa 100 Standorten. Der Umsatz in dem Geschäftsjahr 2016–2017 beträgt etwa 491,5 Millionen Pfund Sterling.

## Turner & Townsend GmbH
Die deutsche Tochtergesellschaft hat ihre Geschäftsstelle in München und in dem Geschäftsjahr 2016–2017 Umsatzerlöse in Höhe von 14,6 Millionen Euro erwirtschaftet. Die Turner & Townsend GmbH unterhält Betriebsstätten in Frankfurt am Main, Berlin, Hamburg und Wien.

## Geschichte
Turner & Townsend wurde 1946 gegründet. Die deutsche Tochtergesellschaft Turner & Townsend GmbH ging aus der Siemens Industrial Building Consultants GmbH hervor.

## Konzernstruktur
Die Turner & Townsend Partners LLP ist eine Holding und unterhält folgende Tochterunternehmen (Stand April 2017):
- Turner & Townsend Holdings Ltd
  - Turner & Townsend Ltd
    - Turner & Townsend Group Ltd
      - Turner & Townsend International Ltd
        - Turner & Townsend GmbH

      - Turner & Townsend UK Ltd
      - Turner & Townsend Nominees Ltd